# Juan de Oñate
Don Juan de Oñate Salazar (1552 – 1626) è stato un esploratore spagnolo della Nuova Spagna e primo governatore della provincia del Nuovo Messico, della Nuova Spagna e fondatore di diversi insediamenti in quelli che oggi sono gli stati del sud-ovest degli Stati Uniti.

## Biografia
Oñate nacque nella città di Zacatecas in Nuova Spagna, da genitori provenienti dalla Spagna ed insediati nel nuovo territorio. Suo padre fu il conquistatore Cristóbal de Oñate. Il giovane Oñate iniziò la sua carriera di neo-indigeno messicano combattendo presso la regione settentrionale della Nuova Spagna. Egli sposò Isabel de Tolosa Cortés Moctezuma, nipote di Hernán Cortés.
Nel 1595 gli venne ordinato, da parte del re Filippo II, di colonizzare la parte settentrionale del Rio Grande già esplorata da Francisco Vázquez de Coronado nel 1540, da Chamuscado e Rodríguez nel 1581 e da Antonio de Espejo nel 1582. Il suo obiettivo era la diffusione del cattolicesimo fra la popolazione indigena stabilendo nuove missioni. Iniziò la sua spedizione nel 1598, guadando il Rio Grande all'altezza dell'attuale Ciudad Juárez; attraversò El Paso alla fine di aprile del 1598 dichiarando annesso al territorio spagnolo tutto il territorio al di là del fiume.
Quell'estate la sua spedizione continuò l'esplorazione del Rio Grande nei territori corrispondenti al nord del Messico attuale dove trovò dei villaggi indiani. Egli fondò la provincia di Santa Fé divenendone il primo governatore. Gaspar Pérez de Villagrá, un capitano della spedizione, fece la cronaca della conquista di Oñate nel suo poema epico Historia de Nuevo México del 1610.
Oñate si guadagnò presto una reputazione di austero governatore da parte dei coloni spagnoli e degli indigeni. Egli punì gli abitanti del villaggio indigeno di Acoma, che dopo aver invitato 12 dei suoi uomini ad entrare per prendere delle provviste, tennero loro un agguato e li uccisero. Nel processo che seguì venne deciso di amputare un piede a ciascun maschio con più di 25 anni di età.

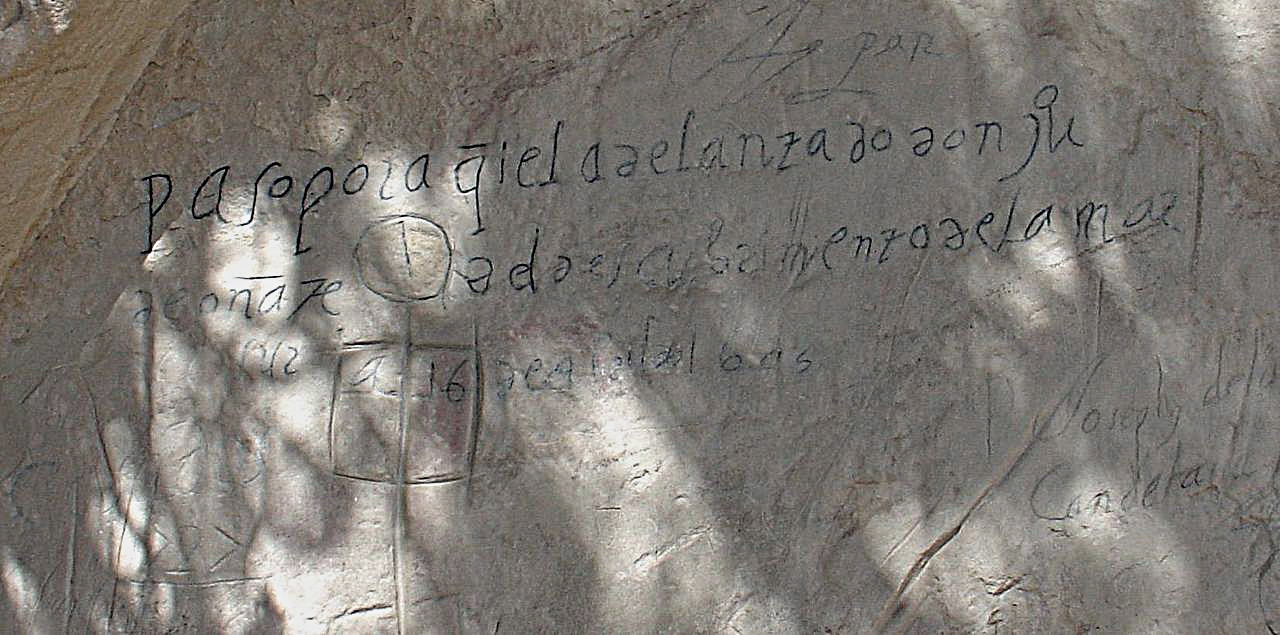
Iscrizione di Oñate su El Morro National Monument dal 1605

Nel 1606, Oñate fu richiamato a Città del Messico per un'inchiesta sulla sua condotta. Dopo la conclusione dei progetti definitivi per la costruzione della città di Santa Fé rassegnò le dimissioni a seguito dell'accusa di crudeltà da parte degli indigeni e dei coloni. Venne bandito dal Nuovo Messico ma in seguito all'appello venne scagionato da ogni colpevolezza. Oñate rientrò comunque in Spagna, dove il re lo nominò capo degli ispettori delle miniere spagnole. Mori in Spagna nel 1626, e venne definito come l'ultimo dei conquistatori.

Oñate è onorato dagli angloamericani, americani spagnoli ed americani messicani per le sue rischiose esplorazioni, ma è vilipeso da altri per la sua crudeltà verso gli indiani di Acoma. Un monumento equestre in bronzo ad Oñate è stato realizzato nel 1994 ad Alcalde nel Nuovo Messico. Nel 1998 il Messico celebrò il quattrocentesimo anniversario, ma alcune persone tagliarono il piede destro della statua lasciando il messaggio "il giusto è giusto". Lo scultore, Reynaldo Rivera, le rifuse il piede ma la linea di giunzione è ancora visibile. Alcuni suggerirono di lasciare la statua mutilata, come memento simbolico dell'incidente della mutilazione dei piedi. Nel 2020, il monumento fu rimosso durante le proteste razziali dopo la morte di George Floyd.
Nel 1997, la Città di El Paso fu d'accordo ad incaricare lo scultore John Sherrill Houser di creare una statua del conquistatore. Ci vollero quasi 8 anni per la costruzione che venne realizzata a Città del Messico. Il suo lavoro fu completato nei primi mesi del 2006. Costruita in pezzi separati, venne trasportata ad El Paso nel corso dell'estate. La città di El Paso inaugurò, nel corso di una grande cerimonia che si è tenuta il 21 aprile 2007, la statua di 34 tonnellate in onore del suo fondatore. Alla cerimonia avvennero alcune contestazioni da parte di indigeni Acoma. Oñate è raffigurato sul suo cavallo rampante, mentre con la mano destra regge la dichiarazione dei diritti e nella sinistra le redini del suo destriero. Secondo John Sherrell Houser, è la più grande statua equestre esistente al mondo.